# Václav Vydra (lékař)

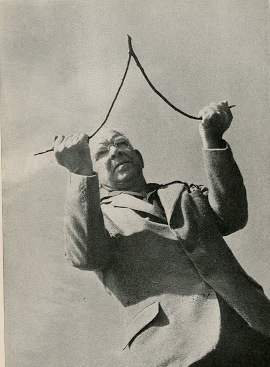
Práce s virgulí (americký myslivec a lovec Henry Gross (1895-1979) při hledání vody)

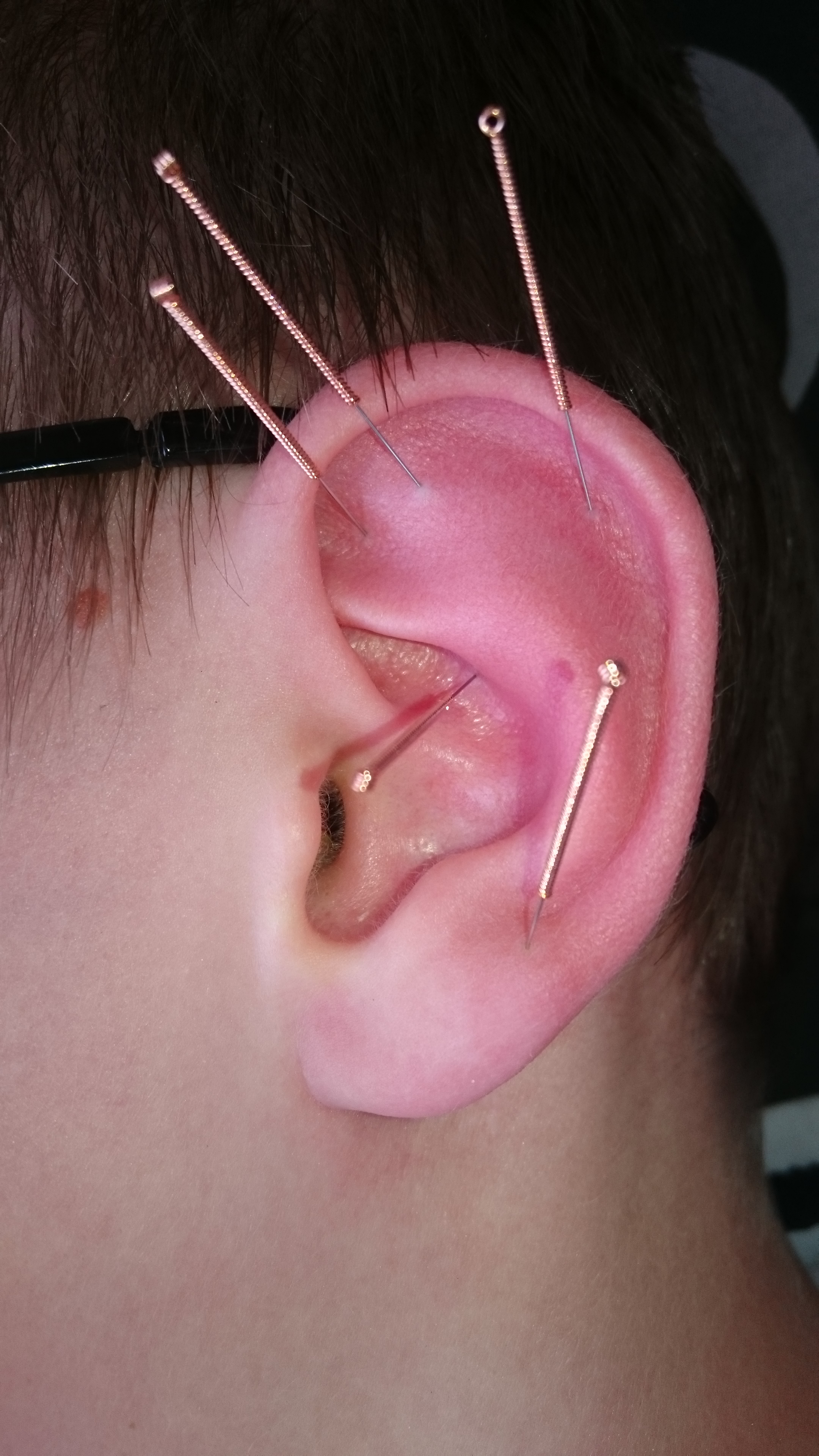
Akupunkturní ošetření (aurikuloterapie)

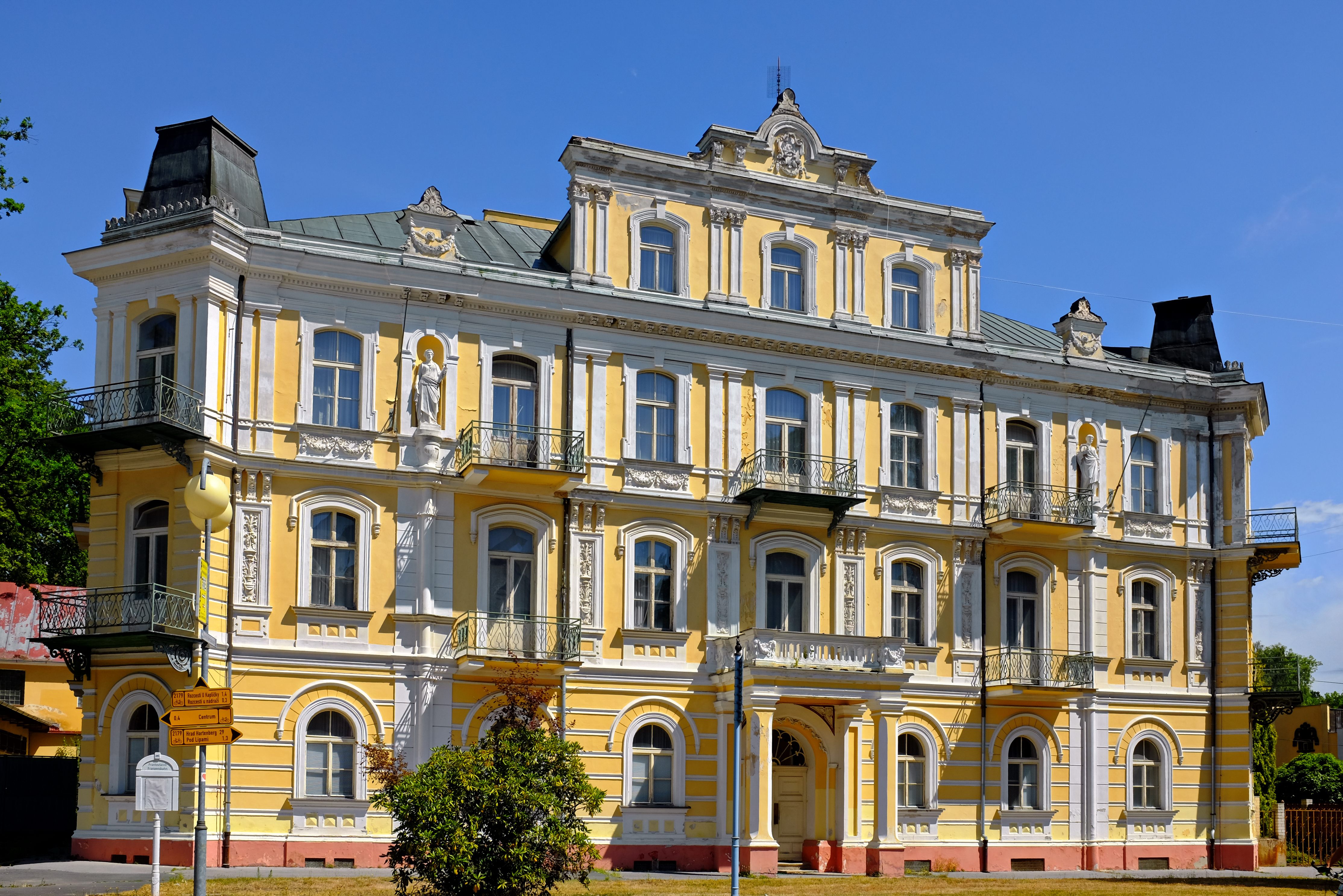
Lázeňský dům Esplanade ve Františkových Lázních (2019)

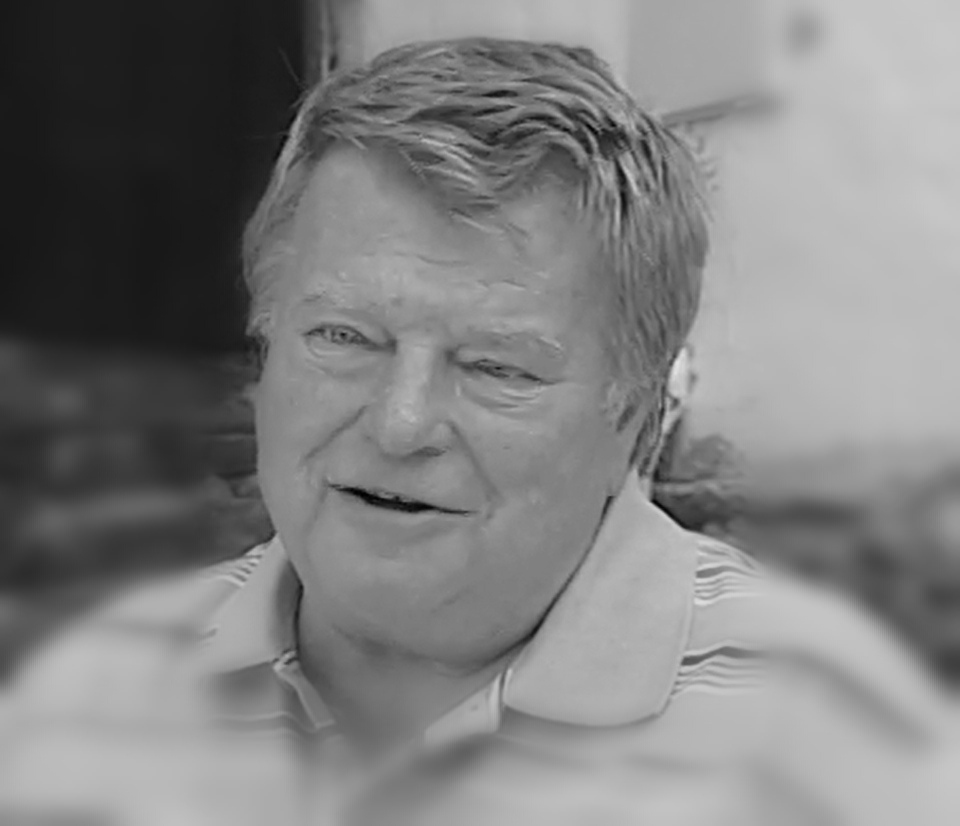
Ing. Aleš Rumler

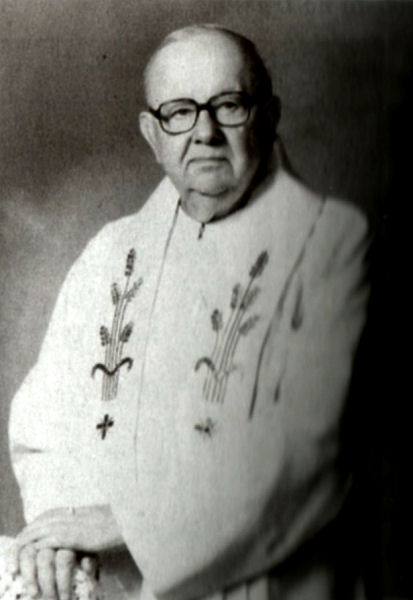
Páter František Ferda ze Sušice

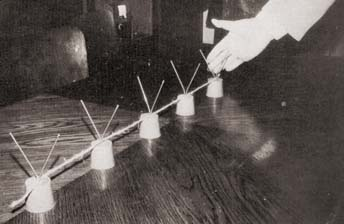
Jeden z přístrojů vyvinutých v PEL měl za pomoci primitivních prostředků zesilovat mentionové záření organismu

Crookesův mlýnek užívaný pro testování mentálního energetického působení

Václav Vydra (1. října 1941 – 3. února 2021) byl český lékař, primář gynekologicko-porodnického oddělení nemocnice v Aši, balneolog, diagnostik a léčitel. Ve své praxi se zabýval akupunkturou, biostimulační laseroterapií, ájurvédou a dalšími oblastmi celostní medicíny.

## Život
Václav Vydra se narodil 1. října 1941. Vysokoškolská studia medicíny absolvoval na Lékařské fakultě Univerzity Karlovy v Plzni. Václav Vydra pocházel z Pelhřimova, na lékařské fakultě chtěl původně studovat chirurgii a věnovat se po studiích plastické chirurgii. Ještě během studia v Plzni sloužil na chirurgické pohotovosti, kam měl po studiích nastoupit. Po studiu na lékařské fakultě se musel rozhodnout, na které ze čtyř míst (podle umístěnek) nastoupit. Rozhodl se pro nemocnicí s poliklinikou v Aši, což byla tehdy (v roce 1964) frekventovaná namocnice. V Aši nastoupil původně na chirurgii, ale po absolvování povinné vojenské služby byl přeložen na gynekologicko-porodnické oddělení.
V nemocnici v Aši pracoval celkem 35 let. Nejprve zastával funkci sekundárního lékaře na gynekologicko-porodnickém oddělení, posledních 17 let svého pracovního poměru byl primářem na gynekologicko-porodnickém oddělení ašské nemocnice. Pomohl na svět více než 9 tisícům novorozenců (aniž by zaznamenal jediné úmrtí) a provedl více než 4 tisíce gynekologických operací. Po zrušení nemocnice v Aši pracoval Václav Vydra 7 let ve Františkových Lázních (jako odborný lékař). V areálu bývalé ašské nemocnice (přeměněné na Léčebnu dlouhodobě nemocných) nakonec (cca roku 2009) provozoval svoji vlastní poradnu („Gynekologická poradna, akupunktura a přidružené metody“).

### Proutkaření
Proutkařské schopnosti u sebe objevil Václav Vydra již ve věku asi 6 let, kdy na dědečkově zahradě v horkém létě roku 1947 vyschla studna a Václav byl svědkem práce proutkaře, s nímž se jeho dědeček znal ještě z první světové války. Půjčený proutek sice Václav pevně svíral, ale při překročení hranice prameniště, kudy tekla podzemní voda, se mu virgule zcela vysmekla a udeřila jej do čela tak mocně, že mu jej rozsekla. Později se v proutkaření učil od zkušených senzibilů (do práce s malou kovovou virgulí nazývanou „vlaštovka“ jej zasvětil ing. Aleš Rumler za Šumperka). V průběhu dalších let pak Václav Vydra pomocí virgule našel asi dvacet studní.

### Božena Kamenická
Václav Vydra, ještě jako student, se přátelil s léčitelkou a bylinářkou Boženou Kamenickou. Vydrova babička se s Kamenickou znala a Vydra za bylinářkou jezdil na kole když bydlela (v letech 1950 až 1965) v Tymákově, odkud se pak přestěhovala do města Radnice (tady žila v letech 1965–1978; říkalo se jí bába Radnická; zbytek života pak strávila v Plzni). Původně byla Božena Kamenická ošetřovatelkou; její manžel byl ranhojič. V době, kdy Kamenickou Vydra navštěvoval, už byla ovdovělá a bydlela společně se svojí léčitelsky neméně schopnou neteří.

### Celostní medicína
Zájem o celostní medicínu Vydru posléze dovedl ke studiu akupunktury, homeopatie a dalších „alternativních“ metod léčby. V oboru gynekologie a porodnictví složil I. a II. atestaci. V roce 1977 prošel základním kurzem akupunktury, stál také u zrodu České lékařské akupunkturní společnost (ČSLAS), jejímž čestným členem byl až do konce svého života. V roce 1978 absolvoval kurs akupunktury pro pokročilé a nakonec, po školitelském kurzu, se v roce 1982 stal lektorem akupunktury. MUDr. Václav Vydra byl prvním, kdo v tuzemských poměrech provedl vůbec první porod, při němž rodička absolvovala akupunkturní analgezii. Patří mu také prvenství v použití akupunkturní analgezie při malých gynekologických chirurgických výkonech. Vydra také vyléčil (jako první) v tuzemsku funkční neplodnost pomocí aurikuloterapie.

### Akupunktura
Jako školitel v akupunktuře byl v letech 1984 až 2003 členem výboru České lékařské akupunkturní společnosti České lékařské společnosti Jana Evangelisty Purkyně (ČLAS ČLS JEP). MUDr. Václav Vydra se účastnil většiny celostátních kongresů a konferencí s tematikou celostní (holistické) medicíny, často patřil mezi přednášející a o této tematice také publikoval v tuzemsku i v zahraničí. Byl výraznou osobností světového kongresu akupunktury, který se konal roce 2005 v Praze. Pravidelně přispíval do odborného čtvrtletníku akupunkturní společnosti Acupunctura Bohemo Slovaca a byl autorem desítky odborných statí.

### Ludmila Mojžíšová
S terapeutkou, zabývající se rehabilitací a cvičením pro léčení neplodnosti, Ludmilou Mojžíšovou spolupracoval MUDr. Václav Vydra v letech 1986 až 1988 na výzkumu sterility žen. Fyzioterapeutka Mojžíšová zjistila, že blokáda kostrče způsobuje neplodnost a „narovnání kostrče“, které sama prováděla, problém neplodnosti odstraňuje. Václav Vydra se naučil sestavu cviků, které dala dohromady Mojžíšová, přímo od ní. Ona sama ji pak mohla vyučovat v Praze na Institutu pro tělesnou výchovu a sport (ITVS). Nástupkyně Mojžíšové paní Kolomazníková celou metodiku popsala, natočila na videokazetu a přednášela v zahraničí (i v USA).

### Spolupráce s firmami
Po sametové revoluci se Vydra podílel (v letech 1991 až 1997), spolu s firmou Eskos Praha, na vývoji programového vybavení léčebných laserových přístrojů. S firmou Hamann z Frýdlantu nad Ostravicí spolupracoval Vydra od roku 1996 na výzkumu a tvorbě bylinných léčiv.

### Balneologie
Pacientky s funkčními poruchami (např. sterilitou) dojížděly na doléčení a úpravu biorytmů za MUDr. Vydrou z Františkových Lázní do Aše. Vydra zastával názor, že přírodní zdroje lázní (slatina, plyny, minerální vody, prostředí a místní klima) spolu s tradičními postupy akupunktury a ajurvédy příznivě působí k navození přirozených biorytmů každého konkrétního pacienta/pacientky. Tvrdil, že fyzické, psychické a emocionální biorytmy člověka jsou narušovány společenským a pracovním tlakem, potřebují zklidnit a pokud k tomu nedojde, může se každý takový „špatný biorytmus“ promítat do deformování křehkých mezilidských vztahů v rodině. Navíc pobyt v pěkném lázeňském prostředí vytrhuje pacienta z traumatizujících souvislostí a nabízí prostor pro jeho zklidnění, zastavení a sebeanalýzu.
MUDr. Václav Vydra působil ve Františkových Lázních asi 7 let. V roce 2006 došlo ke zrušení dětské gynekologické léčebny a následně zanikl poslední lázeňský gynekologický ústav Esplanade, kde MUDr. Václav Vydra pracoval. Vydra si zařídil vlastní gynekologickou poradnu, přičlenil k ní ordinaci pro akupunkturu a příbuzné léčebné metody a naplno se věnoval akupunktuře. Zastával názor, že není příliš rozhodující, zda je pacient ošetřen působením bioenergie pomocí akupunktury nebo jen rukou. Svoje životní krédo vyjádřil těmito slovy:
Léčitel, skutečný léčitel, má vlohy, talent nebo vrozenou schopnost, kterou zdokonaluje a užívá k pomoci bližnímu. To nelze „našprtat“. Lékař je vzdělaný inteligent, který absolvoval náročné studium a je povolán a oprávněn poskytovat účinnou pomoc nemocným lidem. Je dost velkou výhodou, pokud se obojí sjednotí v jedné osobě. V současnosti, kdy technika v medicíně, elektronika, komputerizace a chemické mikroanalýzy jsou na vysoké úrovni, se takoví jedinci uplatní spíše v terénní praxi, v tolerantním kolektivu nebo ve výzkumu.
MUDr. Václav Vydra, O léčitelích a lékařích, 

### Zdravotnictví a alternativní medicína
Po sametové revoluci v roce 1989 začala v Československu působit řada léčitelů. V letech 1991 až 1992 byl MUDr. Václav Vydra členem poradního sboru ministra zdravotnictví. Jednalo se o Komisi pro alternativní medicínu, jejímiž členy byli lékaři, farmaceuti, psychologové a další odborníci z nejrůznějších oborů. Komise byla poradním orgánem ministerstva zdravotnictví, resp. ministra Martina Bojara. Jejím cílem bylo odpovídat na otázky odborné i laické veřejnosti kladené po roce 1989 ministerstvu ohledně snahy zapojit tzv. alternativní metody do zdravotnického systému a zpřístupnit je tak lépe nemocným lidem. Po skončení Bojarova funkčního období (1990 až 1992) nastoupil ministr Petr Lom (ve funkci 1992–1993) a aktivity Komise pro alternativní medicínu dále nepodpořil. Koncepce pravidel a jednotného pohledu na spolupráci „oficiální“ medicíny a holistické (celostní) medicíny tak v 90. letech 20. století zůstala nedořešena.

### PEL
Kromě svých lékařských a léčitelských aktivit spolupracoval MUDr. Václav Vydra po dobu 7 let také s profesorem Františkem Kahudou a jeho Psychoenergetickou laboratoří (PEL) v Praze, kde se podílel na výzkumné práci týkající se vlastností tzv. bioenergie. Profesora Františka Kahudu provázel na jeho výzkumné pouti zaměřené na psychoenergetiku, účinky silového pole a mentální energie až do jeho smrti v roce 1987 v Praze a byl to právě MUDr. Václav Vydra, kdo byl neoficiálně nazýván „šedou eminencí“ profesora Františka Kahudy. Z této spolupráce si Vydra odnesl i praktické zkušenosti s léčbou pomocí (bio)energie.

### Ocenění
MUDr. Václav Vydra byl čestným členem České lékařské akupunkturní společnosti České lékařské společnosti Jana Evangelisty Purkyně (ČLAS ČLS JEP). Byl také nositelem Medaile za zásluhy ČLS JEP za dlouholetou odbornou, přednáškovou a publikační činnost v oblasti akupunktury a přidružených technik a držitelem Pocty MUDr. Milady Barešové a MUDr. Richarda Umlaufa za celoživotní vynikající přínos na poli akupunktury.